# Thomas Aniès
Pas d'image ? Cliquez ici

a Compétitions nationales et continentales officielles uniquement.

Thomas Aniès, né le 27 mars 1986 à Perpignan (Pyrénées-Orientales), est un joueur français de rugby à XV évoluant au poste de centre.

## Biographie
Après des débuts dans l'athlétisme, Thomas Aniès est issu du centre de formation du club de Perpignan où il est arrivé en 1999. Il joue son premier match avec l'équipe professionnelle lors de la saison 2006-2007. Il est aussi international avec l'équipe de France des moins de 21 ans et avec l'équipe de France de rugby à sept.
Il est actuellement chargé de la communication de la ville de Céret (Pyrénées-Orientales).

## Club
- de 1999 à 2009 : USA Perpignan
- depuis 2009 : Céret sportif

## Équipes nationales
- Thomas Aniès compte une sélection en équipe de France des -21 ans en 2005-2006 (contre l'équipe d'Irlande A)
- International de rugby à 7 en 2005-2006, il a notamment participé aux tournois de Dubai & George (Afrique du Sud) ainsi que le tournoi de Hong Kong-Australie en 2008.
- Sélection en équipe de France de rugby à XV amateur, en 2013, 2014 et 2015[4].